# Ротунда (Молдова)
Ротунда (рум. Rotunda) — село в Єдинецькому районі Молдови. Адміністративний центр однойменної комуни, до складу якої також входить село Гліная-Міке.